# Consistório Ordinário Público de 2019
O Consistório Ordinário Público de 2019 decorreu na Cidade do Vaticano em 5 de outubro de 2019 sob a presidência do Papa Francisco. Neste Consistório foram criados 13 novos cardeais, dos quais 10 eleitores e 3 eméritos.

## Enquadramento

### Consistório

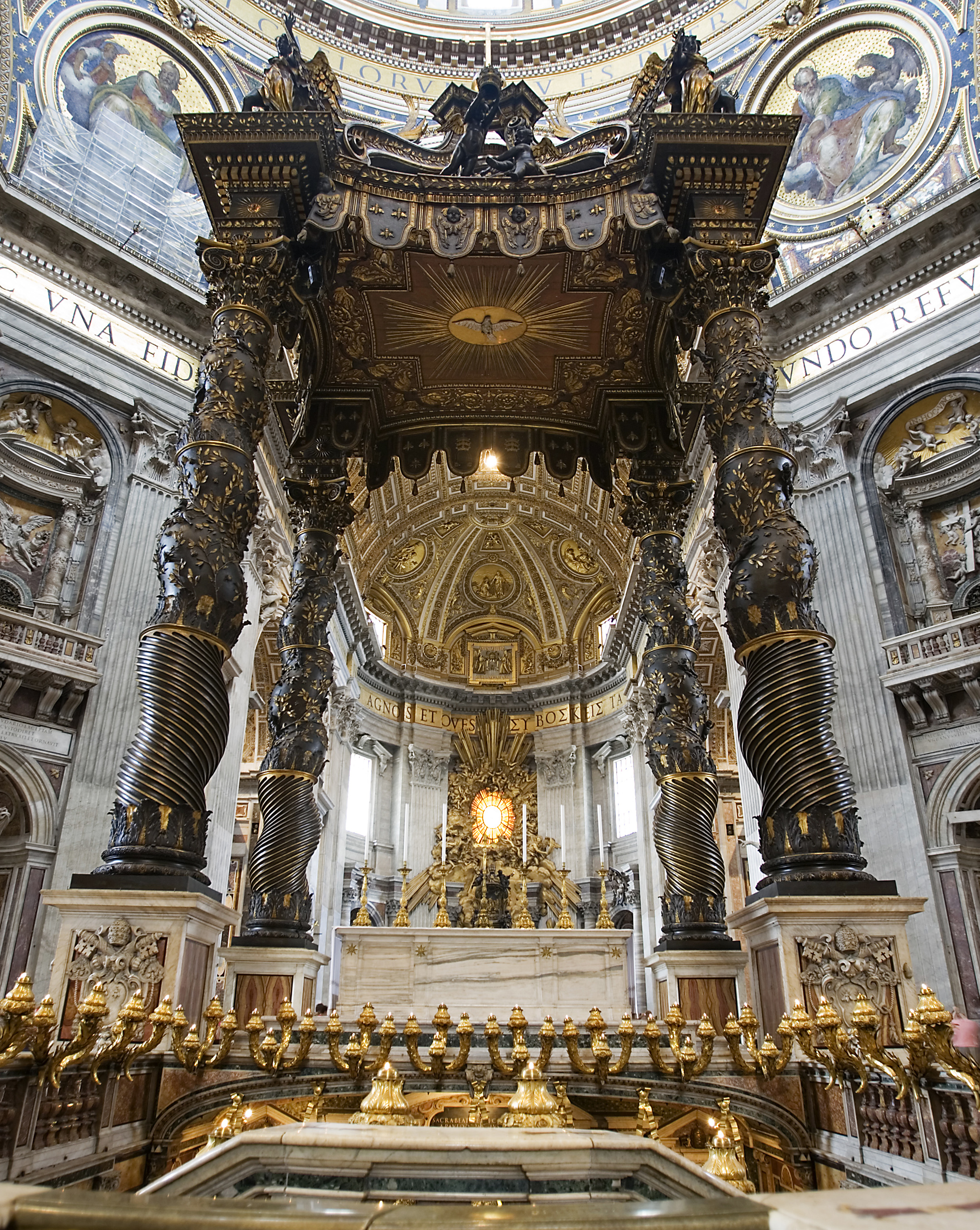
O Consistório de 2019 decorreu na Basílica de São Pedro, no Vaticano.

O Consistório Ordinário Público de 2019 foi o sexto do pontificado do Papa Francisco. O Papa criou 13 novos cardeais, dos quais 10 eleitores e três eméritos (não eleitores).
Em relação às Ordens Cardinalícias, neste Consistório foram criados 9 Cardeais-Presbíteros e 4 Cardeais-Diáconos. 
Neste consistório estiveram representados onze países, com dois novos cardeais da Espanha (ambos eleitores), dois da Itália (um eleitor e um emérito) e um, respectivamente, de Portugal,  Indonésia, Cuba, República Democrática do Congo, Luxemburgo, Guatemala, Canadá (eleitores) e Reino Unido e Lituânia (eméritos).

### Colégio de Cardeais
Após este Consistório o Colégio Cardinalício passou a ser composto por 225 Cardeais. Destes 128 são Cardeais Eleitores e 97 são Eméritos (com idade superior a 80 anos). O Papa Francisco derrogou assim o limite de 120 Cardeais Eleitores, ainda que temporariamente, contando que até ao final do ano de 2020 um total de 8 Cardeais Eleitores completarão 80 anos e passarão a Eméritos.
O Colégio de Cardeais passou a ser composto por 12 Cardeais-Bispos, 176 Cardeais-Presbíteros e 37 Cardeais-Diáconos.

## Cardeais
Os prelados elevados ao cardinalado foram os seguintes:
| Nº                                | País                           | Nome                                 | Idade              | Cargo                                                                                               | Título ou Diaconia                                            |
| Cardeais Eleitores                | Cardeais Eleitores             | Cardeais Eleitores                   | Cardeais Eleitores | Cardeais Eleitores                                                                                  | Cardeais Eleitores                                            |
| --------------------------------- | ------------------------------ | ------------------------------------ | ------------------ | --------------------------------------------------------------------------------------------------- | ------------------------------------------------------------- |
| 1                                 | Espanha                        | Miguel Ángel Ayuso Guixot, M.C.C.I.  | 63                 | Presidente do Pontifício Conselho para o Diálogo Inter-Religioso                                    | Cardeal-diácono de São Jerônimo da Caridade                   |
| 2                                 | Portugal                       | José Tolentino Mendonça              | 53                 | Bibliotecário e Arquivista da Biblioteca Apostólica Vaticana                                        | Cardeal-diácono de Santos Domingos e Sisto                    |
| 3                                 | Indonésia                      | Ignatius Suharyo Hardjoatmodjo       | 69                 | Arcebispo de Jacarta                                                                                | Cardeal-presbítero de Espírito Santo na Ferratella            |
| 4                                 | Cuba                           | Juan de la Caridad García Rodríguez  | 71                 | Arcebispo de San Cristóbal de la Habana                                                             | Cardeal-presbítero de Santos Áquila e Priscila                |
| 5                                 | República Democrática do Congo | Fridolin Ambongo Besungu, O.F.M.Cap. | 59                 | Arcebispo de Kinshasa                                                                               | Cardeal-presbítero de São Gabriel Arcanjo em Acqua Traversa   |
| 6                                 | Luxemburgo                     | Jean-Claude Höllerich, S.J.          | 61                 | Arcebispo de Luxemburgo                                                                             | Cardeal-presbítero de São João Crisóstomo no Monte Sacro Alto |
| 7                                 | Guatemala                      | Álvaro Leonel Ramazzini Imeri        | 72                 | Bispo de Huehuetenango                                                                              | Cardeal-presbítero de São João Evangelista em Spinaceto       |
| 8                                 | Itália                         | Matteo Maria Zuppi                   | 63                 | Arcebispo de Bolonha                                                                                | Cardeal-presbítero de Santo Egídio                            |
| 9                                 | Marrocos                       | Cristóbal López Romero, S.D.B.       | 67                 | Arcebispo de Rabat                                                                                  | Cardeal-presbítero de São Leão I                              |
| 10                                | Canadá                         | Michael Czerny, S.J.                 | 73                 | Subsecretário da Seção de Migrantes do Dicastério para o Serviço do Desenvolvimento Humano Integral | Cardeal-diácono de São Miguel Arcanjo                         |
| Cardeais Eméritos (não eleitores) |                                |                                      |                    | |                                                               |
| 11                                | Reino Unido                    | Michael Louis Fitzgerald, M Afr      | 82                 | Arcebispo emérito de Nepte e Núncio Apostólico emérito do Egito                                     | Cardeal-diácono de Santa Maria em Portico Campitelli          |
| 12                                | Lituânia                       | Sigitas Tamkevicius, S.J.            | 80                 | Arcebispo emérito de Kaunas                                                                         | Cardeal-presbítero de Santa Ângela Mérici                     |
| 13                                | Itália                         | Eugenio Dal Corso, P.S.D.P.          | 80                 | Bispo emérito de Benguela                                                                           | Cardeal-presbítero de Santa Anastácia                         |

Nota: A idade reporta-se ao dia do Consistório.